# Astragalus unilocularis
Astragalus unilocularis är en ärtväxtart som beskrevs av Rudolf V. Kamelin och M.G. Pachomova. Astragalus unilocularis ingår i släktet vedlar, och familjen ärtväxter. Inga underarter finns listade i Catalogue of Life.